# Simpsonichthys rosaceus
Simpsonichthys rosaceus är en fiskart som beskrevs av Costa, Nielsen och De Luca 2001. Simpsonichthys rosaceus ingår i släktet Simpsonichthys och familjen Rivulidae. Inga underarter finns listade i Catalogue of Life.